# Paraplagusia guttata
Paraplagusia guttata är en fiskart som först beskrevs av Macleay, 1878.  Paraplagusia guttata ingår i släktet Paraplagusia och familjen Cynoglossidae. Inga underarter finns listade i Catalogue of Life.